# John Rollin Ridge
John Rollin Ridge também conhecido como Cheesquatalawny ou Yellow Bird (New Echota, Georgia, 19 de março de 1827 – Grass Valley, California, 5 de outubro de 1867),  é considerado o primeiro romancista nativo americano. Depois de se mudar para o estado da Califórnia em 1850, ele começou a escrever. Ele é mais conhecido por seu romance: The Life and Adventures of Joaquin Murieta: The Celebrated California Bandit (1854), baseado em um notório fora da lei da época.
Seu pai, John Ridge, foi assassinado em 1839 no Território Indígena, após sua remoção, pelos Cherokee, que o condenaram por ter assinado um tratado para ceder terras aos Estados Unidos. Ridge foi levado por sua mãe para Fayetteville, Arkansas, por segurança. Mais tarde, ele frequentou a escola em Massachusetts. Depois de retornar ao Arkansas, ele estudou direito, abriu um escritório de advocacia e se casou.
Em 1850, ele foi para o oeste na Corrida do Ouro na Califórnia, onde sua esposa e filha mais tarde se juntaram a ele. Foi lá que ele começou a escrever tanto poesia quanto ensaios. Em suas obras, criticou o racismo americano em relação aos mexicanos.  Após a Guerra Civil Americana, ele estava entre a delegação Cherokee que negociou um novo tratado de paz com os Estados Unidos.

## Biografia

### Infância e educação
A partir de 1819, seu pai, John Ridge, frequentou a Escola de Missões Estrangeiras, cujo administrador era o pai de Sarah Bird Northrup, uma mulher europeu-americana de Cornwall, Connecticut. John Ridge e Sarah Northrup se casaram em 1824.
Em 1843, Ridge foi enviado para a Escola Great Barrington em Great Barrington, Massachusetts, por dois anos. Depois disso, ele retornou a Fayetteville para estudar direito. Foi durante esse período que seu primeiro escrito conhecido foi publicado: o poema To a Thunder Cloud, no Arkansas State Gazette.

### Em fuga
Em 1849, Ridge matou David Kell, quem ele pensava estar envolvido no assassinato de seu pai, por causa de uma disputa de cavalos. No ano seguinte, ele foi para o oeste na Corrida do Ouro da Califórnia, mas não gostava de ser um mineiro. Enquanto estava lá, ele se reencontrou com sua esposa e filha.

## Carreira como escritor
Ridge publicou poesia em The Golden Era e, postumamente, em outras revistas da Califórnia.
A obra foi publicada seis anos após a Guerra Mexicano-Americana, na qual os Estados Unidos adquiriram a Califórnia e outros grandes territórios no sudoeste. O notório bandido mexicano Joaquin Murieta foi retratado como um homem que foi para a Califórnia em busca de fortuna durante a Corrida do Ouro. Ele se volta para o crime após sua esposa e seu irmão sofrerem violência de homens brancos. Este romance condena o racismo americano, especialmente em relação aos mexicanos recentemente derrotados. Embora o livro tenha sido muito popular, Ridge nunca ganhou dinheiro com sua publicação.
Mesmo que o romance seja fictício, muitas pessoas consideraram Joaquin Murrieta como um personagem real, inclusive alguns historiadores citaram detalhes do livro como fonte para pesquisas.

### Outras obras
Ridge foi um escritor e o primeiro editor do Sacramento Bee, um jornal americano, além de ter escrito para o San Francisco Herald. Como editor, ele defendeu políticas assimilacionistas para os indígenas americanos, assim como seu pai fizera. Ele parecia confiar no governo federal para proteger os seus direitos consagrados no tratado, mas alguns acreditam que John Ridge ignorou as falhas do governo em relação aos Cherokee e a outros povos originários. Além disso, ele expressou sua crença de que os índios da Califórnia eram inferiores aos de outras tribos.

### Guerra Civil e a delegação Cherokee do Sul
Durante a Guerra Civil, Ridge apoiou abertamente os chamados Copperheads, simpatizantes do Sul. Ele se opôs tanto à eleição de Abraham Lincoln quanto à Proclamação de Emancipação do Presidente, culpando os abolicionistas pela guerra.
Após a guerra, Ridge foi convidado pelo governo federal para liderar a delegação Cherokee do Sul nos procedimentos do tratado pós-guerra. Esta parte da nação apoiou a Confederação, que havia prometido aos nativos americanos no Território Indígena um estado próprio se eles vencessem a guerra. Apesar dos seus melhores esforços, a região Cherokee não foi admitida como um estado separado na União.

## Morte
Em dezembro de 1866, Ridge retornou para sua casa em Grass Valley, Califórnia . Ele morreu de encefalite letárgica em 5 de outubro de 1867.